# Amadeus Arkham
Amadeus Arkham es un personaje ficticio de los cómics de Batman de la empresa DC Comics, en que fue el fundador del Asilo Arkham, una institución para criminales dementes. Fue creado en 1984 para la entrada del Asilo Arkham en Who's Who: The Definitive Directory of the DC Universe #1. La historia fue vuelta a contar y expandida en 1989 en Arkham Asylum: A Serious House on Serious Earth. La novela gráfica se entremezcla con flashbacks de la vida y la infancia del fundador de Arkham, Amadeus Arkham. El personaje aparece actualmente en The New 52, también de DC, como protagonista de All Star Western junto a Jonah Hex.

## Biografía ficticia del personaje
En Who's Who se establece que el asilo lleva el nombre de Elizabeth Arkham, la madre del fundador Amadeus Arkham. El nombre original del asilo era Hospital Arkham. Su oscura historia comenzó a principios de 1900, cuando la madre de Arkham, habiendo sufrido una enfermedad mental la mayor parte de su vida, se suicidó. (Más tarde se reveló que en realidad su hijo la ayudó a morir y reprimió ese recuerdo.) Amadeus Arkham decidió entonces, como el único heredero de la finca Arkham, remodelar la casa de su familia con el fin de tratar adecuadamente a los enfermos mentales, para que otros no sufran, como su madre lo había hecho. Antes del período de la remodelación del hospital, Arkham trataba a sus pacientes en el Hospital Psiquiátrico del Estado en Metrópolis, donde él y su esposa, Constance, y su hija Harriet, habían vivido desde hace bastante tiempo.
Una vez que le dijo a su familia sus planes, regresaron a su hogar para supervisar la remodelación. Mientras estaba allí, Arkham recibió una llamada de la policía notificándole que el asesino en serie Martin "Mad Dog" Hawkins — referido a Arkham por la Penitenciaría de Metrópolis mientras estaba en el Hospital Psiquiátrico del Estado — había escapado de la cárcel, y se solicitó que considerase su opinión sobre el estado mental del asesino. Poco después, Arkham regresó a su casa y encontró la puerta abierta. En un cuarto de arriba, descubrió los cuerpos de su esposa y su hija violadas y mutiladas, con el apodo de Hawkins tallado en el cuerpo de Harriet.
El shock de los asesinatos le trajo de vuelta el recuerdo de haber matado a su madre. Durante muchos años, Elizabeth sufrió delirios de que estaba siendo atormentada por una criatura sobrenatural, y que llamó a su hijo para protegerla. Un día, sin embargo, él finalmente ve lo que su madre vio - un gran murciélago, un fantasma de la muerte. Tomando una navaja recta de mango de nácar desde su bolsillo, le corta la garganta a su madre para terminar con su sufrimiento. Luego bloqueó la memoria, y decide tomar su muerte como un suicidio.
Traumatizado, Amadeus se pone el vestido de bodas de su madre y saca la misma navaja. Arrodillado sobre la sangre de su familia, promete unir al espíritu maligno de "El Murciélago", que él cree que habita en la casa, a través de rituales y brujería. Él trata a Hawkins durante meses hasta que finalmente acaba electrocutándolo en una sesión de terapia de choque. Este incidente es tomado como un accidente por las autoridades. Poco después, Arkham cae en la locura. Él continúa su misión, incluso después de ser encarcelado en el propio Asilo; rasca las palabras del hechizo en las paredes y el suelo de su celda con sus uñas hasta el día que muere.
El Dr. Cavendish, otro médico del asilo, cree que es la reencarnación de Amadeus y libera a los presos. Hacia el final de la historia toma a una médica, la Dra. Adams, de rehén, se viste con el vestido de la madre de Amadeus, y relata la historia de Arkham a Batman antes de intentar estrangular a Batman. La Dra. Adams salva a Batman matando a Cavendish con la misma navaja que Amadeus utilizó para matar a su madre.
El papel de Amadeus al crear el asilo, la historia de Mad Dog con Amadeus, y el asesinato de Mad Dog por Amadeus y su descenso a la locura, se han convertido en canon, y son el origen del Asilo Arkham en todas las encarnaciones del asilo.

## En otros medios
Amadeus Arkham aparece en Batman: Arkham Asylum, aunque no aparece su cuerpo, se puede escuchar su espíritu con la voz de Tom Kane. En el juego, aparece su celda, en donde estuvo encerrado sus últimos años, y en el cementerio de la isla, aparece su tumba, con su nombre y su imagen en la lápida, y el ataúd desenterrado y casi abierto, con su mano casi visible. La biografía del espíritu de Arkham se desbloquea escaneando varias tabletas, llamadas Crónicas de Arkham, repartidas por Arkham, supuestamente por Amadeus mismo. Ellas recuentan la historia de Amadeus sacrificando a su madre, la muerte de la esposa y su hija por Mad Dog, y la muerte de Mad Dog a manos de los guardias de Arkham, y por último el descenso de Amadeus a la locura. Se insinúa (y luego se confirma posteriormente) que el Alcaide Quincy Sharp, quien cree ser Amadeus reencarnado, es responsable de los mensajes como lo demuestran sus intentos de matar a Hiedra Venenosa, al Cocodrlo Asesino, el Joker, y Harley Quinn, todo grabado en las tabletas. Si bien no hay conocimiento en cuanto a la forma en que trató de matarlos, Sharp menciona sus planes para lobotomizar a Harley y su intento de matar al Joker mientras dormía, que es frustrado por el Espantapájaros. Si Batman escanea todas las tabletas y regresa a la oficina de seguridad donde dejó a Quincy Sharp, encontrará en su lugar un mensaje final diciendo a Batman que continue con su trabajo.
En Batman: Arkham City, se revela que los delirios de Sharp creyendo ser la reencarnación de Arkham fueron resultado de las drogas y la hipnoterapia de parte del Dr. Hugo Strange, con la ayuda del Sombrerero Loco. Al escanear los elementos relacionados con ciertos internos se revela que Sharp había tratado a los presos en forma abusiva, particularmente al encerrar al Sombrerero Loco en la celda más profunda físicamente en el Asilo con la clara intención de nunca dejarlo salir (si se refería a matarlo no está claro), y otra vez tratando de asesinar a Hiedra Venenosa al encerrarla en una celda y dejarla morir por su sobredosis de Titán causada por el Joker, sólo para que un sacerdote cubierto de polen le diera a Hiedra los ingredientes necesarios del polen para curarse a sí misma. Al escuchar a los presos de Blackgate se muestra que algunos de ellos están al tanto de los tratamientos inhumanos de Sharp hacia sus pacientes (habiendo sido en ocasiones víctimas ellos mismos), así como Sharp a menudo asesinando a sus pacientes.